# Aftenbladet (Norwegen)
Aftenbladet (Abendblatt) war eine norwegische liberale politische Tageszeitung, die von 1855 bis 1881 in Kristiania (Oslo) erschien. Sie setzte die bereits 1849 gegründete satirische Zeitschrift Krydseren fort und war der Gegenspieler zur konservativen Zeitung Morgenbladet. Aftenbladet war die Stimme der politischen Strömungen, die für den Parlamentarismus, politische Parteien, das allgemeine Wahlrecht und die Gleichberechtigung Norwegens in der Union mit Schweden eintraten. Es war ein Venstre-Organ vor der Entstehung der Venstre-Partei.
Der Gründer beider Publikationen war Ditmar Meidell und er war – mit einer kurzen Unterbrechung – ihr ständiger Chefredakteur. Aftenbladet hatte ausgezeichnete Mitarbeiter, darunter Ole Richter, Frederik Bætzmann, Jens Braage Halvorsen und Bjørnstjerne Bjørnson. Letzterer veröffentlichte am 1. Oktober 1859 im Aftenbladet die erste Fassung von Ja, vi elsker dette landet, der späteren norwegischen Nationalhymne.

## Geschichte

### Krydseren

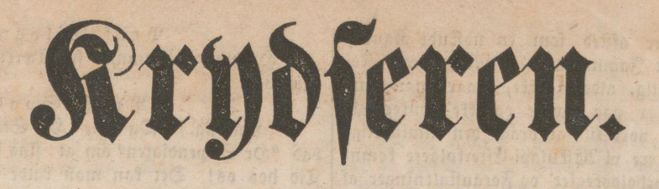
Zeitungskopf von Krydseren (1849–1854)

Ditmar Meidell war 23 und Student der Mineralogie, als er die polemisch-satirische Humorzeitschrift Krydseren (Kreuzer) gründete. Schon in der Nummer 1 vom 7. Januar 1849 führte Meidell eine scharfe Attacke auf die regierungstreuen Journalistenkollegen in der „Ministerialpresse“, vor allem in der Zeitung Morgenbladet, die politische Parteien im Königreich Norwegen für unnötig und schädlich hielten. Der Chefredakteur forderte eine liberale Oppositionszeitschrift für die Aufklärung einer Bevölkerung, „die seiner Meinung nach von Partikularinteressen, Zunftgeist und Bezirkspatriotismus durchdrungen ist.“
Krydseren trug zur Einführung einer neuen Publikationsform in Norwegen bei, der Humorzeitschrift, und war gleichzeitig ein führendes Organ der Opposition gegen die Beamtenschaft, die im 19. Jahrhundert das politische Leben Norwegens bestimmte. „Der humoristische Aspekt wurde mit Witz und Eleganz behandelt, hauptsächlich aus der Feder des Herausgebers, durchsetzt mit Gedichten und gefälschten Versen über eine Reihe berühmter Persönlichkeiten der damaligen Zeit. So wurde beispielsweise die lustige Ballade über Oleanna, Ole Bulls gescheitertes Kolonialprojekt in Amerika, erstmals 1853 in Krydseren veröffentlicht.“ Auch die Theater- und Literaturkritiken hatten hohes Niveau.
Die Zeitschrift erschien anfänglich alle zwei Wochen; nach einem halben Jahr jedoch als Wochenzeitung. Meidells Mitarbeiter der ersten Jahre stammten aus seinem Freundeskreis: Hartvig Marcus Lassen, Ole Richter und der junge Geologe J. T. Rørdam. Das waren „junge Leute mit für die damalige Zeit sehr liberalen politischen Interessen und einer frischen, jugendlichen Unbekümmertheit in der Meinungsäußerung und im literarischen Ausdruck dieser Meinungen“.

### Krydseren wird Aftenbladet
Auf die Ausgabe der Krydseren vom 30. Dezember 1854 folgte drei Tage später, am 2. Januar 1855, die erste Nummer von Aftenbladet, nun eine Tageszeitung, aber mit unveränderter Redaktion und Gesinnung. Äußerlich war die Veränderung auf den Zeitungskopf beschränkt. Die restliche Zeitung war eine Textwüste wie bisher; denn schon Krydseren hatte nur sehr selten und in geringem Umfang Karikaturen veröffentlicht, die spätere Witzblätter kennzeichnen sollten.
Bis zum Ende von Aftenbladet erschien die Zeitung mit dem Untertitel Krydseren, der mit 1849 beginnenden Jahrgangszählung und einer Nummer als Fortzählung von Nummer 1 (7. Januar 1849) über die Jahre hinweg. Z. B. wurde Aftenbladet, 1. Jahrgang, Nummer 1, als Krydseren, 7. Jahrgang Nummer 349, bezeichnet. Die letzte Nummer von Aftenbladet am 31. Dezember 1881 war Krydserens Nummer 10.255.

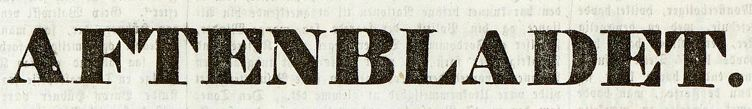
Aftenbladet, originaler Zeitungskopf von 1855

Der Zeitungskopf Aftenbladet war bis zum 30. September 1856 in kapitaler Antiqua gestaltet; und erst ab dem 1. Oktober 1856 erschien das endgültige Logo in Frakturschrift.
1879 wurde erneut eine Humorzeitschrift Krydseren gegründet, die von der norwegischen Bibliothekswissenschaft als Krydseren II bezeichnet wird, und mit der ersten Zeitschrift nichts zu tun hatte. Der Gründer Jacob B. Bull leitete die Zeitschrift bis 1885. 1894 wurde sie verkauft und unter dem Namen Korsaren weitergeführt.

### Sprachrohr der Reformer
Von 1856 bis Oktober 1859 und erneut einige Monate ab Neujahr 1860 war Ole Richter gemeinsam mit Meidell Herausgeber der neuen Tageszeitung. Aftenbladet gewann einen erfahrenen Journalisten als neuen Mitarbeiter, cand. jur. Børge Hielm, der „nun ein neues Element in den Inhalt des Magazins einbrachte: Tagesaktuelle Nachrichten, lokale Nachrichten, schnelle Meldungen aus dem In- und Ausland, kurz gesagt, die Reportage zeitgenössischer Zeitungen nach den Erfordernissen der Zeit.“ Dazu kam – wie bereits im Krydseren – „the talented treatment of artistic and literary questions.“
Für eine Reihe von Jahren war Aftenbladet das wichtigste Sprachrohr der „liberalen Intelligenzpartei“, die für ein Regierungssystem nach englischem Muster eintrat, in dem sich die Minister vor dem Parlament verantworten müssen. In den 1860er Jahren trat die von Johan Sverdrup angeführte, informell als Sagførerpartiet (Rechtsanwaltpartei) bezeichnete, Gruppe städtischer Parlamentarier im Storting als energische Opposition auf, die 1869 mit der Einführung der jährlichen Parlamentssitzungen ihren ersten großen Erfolg erzielte. (Vorher war das Storting nur alle drei Jahre einberufen worden.)
Das Aftenbladet „genoss den Ruf der Mäßigung im Kampf für politische Reformen und der Urbanität und Sachlichkeit in der Diskussion; nur für eine kurze Zeit – die mit einer aufgeregten politischen Stimmung im ganzen Land zusammenfiel, nämlich während des Statthalterstreits von 1859–60 – nahm der polemische Ton der Zeitschrift eine Schärfe an, die einen vorübergehenden Sturm der Abneigung gegen sie hervorrief.“

### Statthalterstreit
Seit 1814 war ein vom König eingesetzter Stattholder Aufseher über die norwegische Regierung und Oberbefehlshaber der norwegischen Armee. Das Storting hatte bereits 1854 erfolglos die Abschaffung dieses Amtes gefordert und wiederholte 1859 seine Forderung. König Karl IV., der erst kurz zuvor den Thron bestiegen hatte, schwankte in seiner Haltung, aber die schwedische Regierung erhob Einspruch mit dem Argument, das Statthalteramt sei eine gemeinsame Angelegenheit der beiden Königreiche. Während dieser ersten großen Auseinandersetzung um die Gleichberechtigung Norwegens in der Union fielen barsche Worte, auch im Aftenbladet.
In diesen Tagen, vom Oktober 1859 bis zum 16. Januar 1860, war Bjørnstjerne Bjørnson „politischer Redakteur“ der Zeitung und er nahm „mit großem Engagement“ an der Diskussion teil. „Gleichzeitig erregten seine Artikel über innenpolitische Themen jedoch solche Anfeindungen, dass er sich sehr bald veranlasst sah, sein Amt in der Redaktion niederzulegen.“
Am 1. Oktober 1859 veröffentlichte das Aftenbladet das an den König gerichtete Norsk Fædrelandssang (Norwegisches Vaterlandslied). Das unsignierte, von Bjørnson verfasste Gedicht mit dem Titel Ja, vi elsker dette landet (Ja, wir lieben dieses Land) wurde nach einigen Jahren zur norwegischen Nationalhymne. Das Statthalteramt wurde übrigens erst 1873 offiziell abgeschafft.

### Konsolidierung
Bjørnsons kontroverse Linie hatte das Blatt durch den Rückgang der Leser in finanzielle Probleme gebracht. Christian Schibsted, der Verleger und Drucker seit der Zeit von Krydseren, verkaufte 1860 die Zeitung an die Druckerei Fabritius. Schibsted gründete daraufhin eine neue Zeitung, die später zu Aftenposten wurde.
1863 hatte Aftenbladet 900 Abonnenten. Damit lag es unter den Zeitungen in Kristiania nach dem Morgenbladet mit 2500 Abonnenten auf dem zweiten Platz.
Vom Oktober 1867 bis zum Herbst 1871 war Frederik Bætzmann ein Redaktionsmitglied, das „einen bedeutenden Einfluss auf die politische Leitung ausübte.“ Jens Braage Halvorsen, 1868–1879 „ein begabter und sachkundiger Mitarbeiter“, verfasste viele jener „literarischen und kunstkritischen Artikel, die zum guten Ruf der Zeitung beitrugen.“

### Scheitern
„Nach der Zeit von Bætzmann schwand das Vertrauen in die Geschlossenheit, die politische Haltung und die Energie der Zeitschrift, und ihre finanzielle Lage war nicht mehr so zufriedenstellend.“ Das Blatt war immer schon für die Demokratisierung des Landes eingetreten, aber sein Tonfall war – ausgenommen die Zeit von Bjørnstjerne Bjørnson – immer gemäßigt. Ende der 1870er Jahre eskalierte wiederum der Streit zwischen Parlament und Regierung und ließ vermittelnde Stimmen als haltungslos erscheinen: „But by degrees its want of a firm political attitude became more apparent, as the struggle between the governing powers became keener, until there became gradually less room for its mediatory interposition.“
Zum Jahreswechsel 1878/1879 wurde Aftenbladet durch eine Gesellschaft übernommen, „die glaubte, die Zeitschrift durch einen Wechsel der Redakteure und die Einbringung von Kapital wieder zu einer einflussreichen Position als Organ der gemäßigten Rechten aufbauen zu können.“ Am 15. Oktober 1879 trat Meidell als Chefredakteur zurück, blieb jedoch Mitarbeiter der Zeitung. Jørgen Fr. Sandberg, Rechtsanwalt und Redakteur aus Fredrikstad, folgte als Leiter nach, starb jedoch am 5. Juli 1881. Meidell übernahm erneut die Leitung der Zeitung, die mit Jahresende 1881 eingestellt wurde.
Inzwischen hatte das neuere und radikalere Dagbladet dem Aftenbladet den Rang als Organ der soeben neu entstehenden venstrebevegelsen abgelaufen.

## Wichtige Mitarbeiter

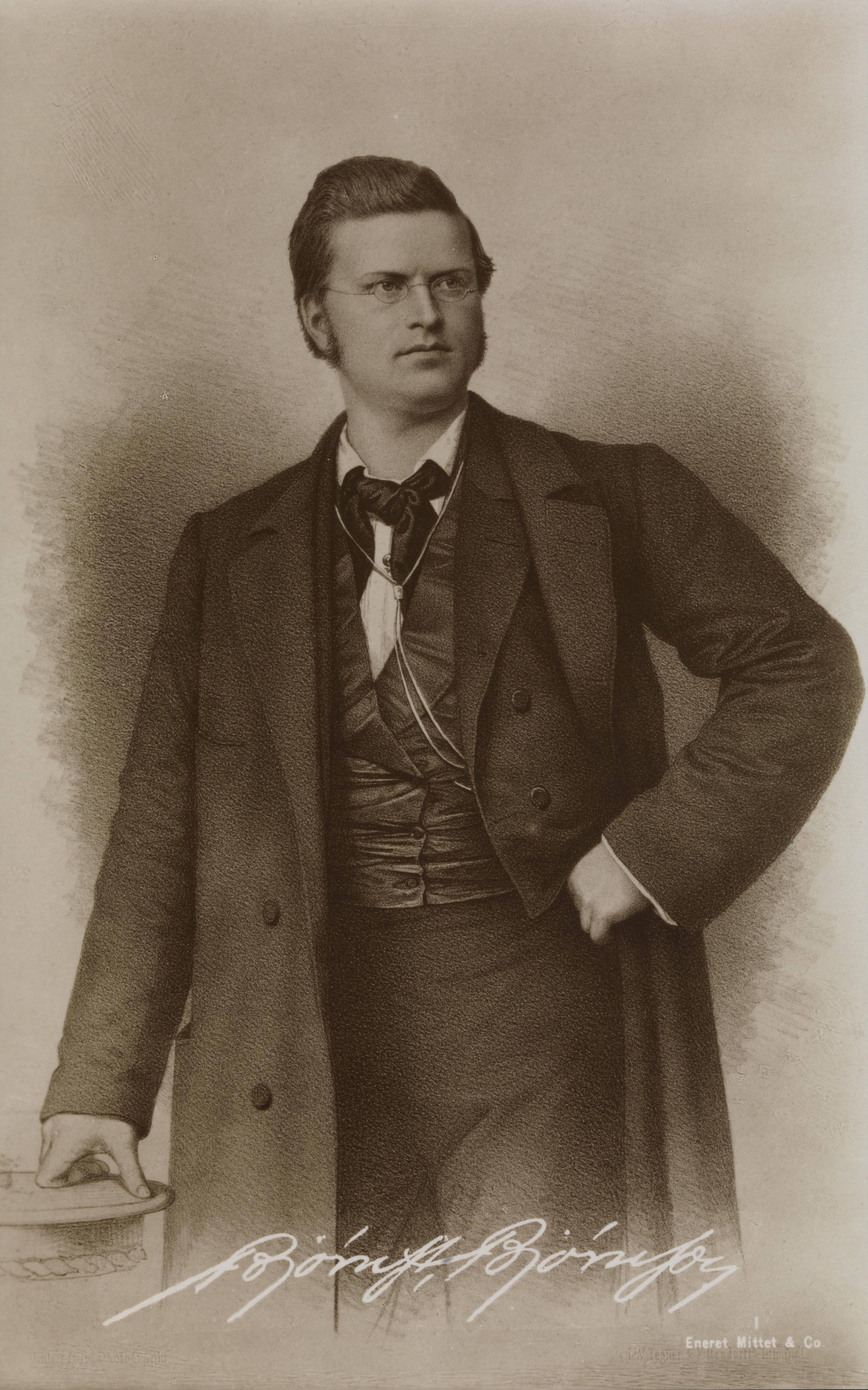
Bjørnstjerne Bjørnson als Aftenbladet-Redakteur, 1859

### Frederik Bætzmann (1841–1913)
Nach mehreren Jahren in England und Italien war Bætzmann vom April 1864 bis Juli 1865 Chefredakteur des Illustreret Nyhedsblad. Er wechselte 1871 vom Aftenbladet zum Dagbladet. 1878–1892 lebte er in Paris als Korrespondent für norwegische Zeitungen. 1892–1908 war er politischer Redakteur bei Aftenposten. Die letzten Lebensjahre wohnte er in Rom.

### Bjørnstjerne Bjørnson (1832–1910)
In seiner Zeit bei Aftenbladet war Bjørnson noch nicht der spätere Dichterfürst und Nobelpreisträger, sondern ein noch nicht dreißigjähriger Journalist, der soeben in Bergen als Theaterleiter gescheitert war. Er hatte erst wenig veröffentlicht, vor allem Synnøve Solbakken (1857). Seine Erzählung En glad gut erschien erstmalig 1860 im Aftenbladet als Fortsetzungsgeschichte.

### Jens Braage Halvorsen (1845–1900)
Halvorsen wurde bekannt als Verfasser des Norsk Forfatter-Lexikon 1814–1880 (erschienen 1885–1908) und als Mitherausgeber der ersten Ausgabe von Salmonsens Konversationsleksikon. Das Aftenbladet war seine erste Anstellung als Journalist; später arbeitete er beim Dagbladet, bei der Ny Illustreret Tidende und als Parlamentsreporter für Morgenbladet. Ab 1883 war er Bibliothekar an der Universitätsbibliothek Kristiania.

### Hartvig Marcus Lassen (1824–1897)
Er war wie Ole Richter ein Freund Meidells aus Studententagen. Nach seiner Beschäftigung für das Aftenbladet war er an weiteren Publikationen wesentlich beteiligt, am Skilling-Magazin (1857–1891), an Folkevennen, Norske Intelligenz-Seddeler, Aftenposten und Folkebladet. Nebenbei fand er noch Zeit für die Herausgabe der Gesammelten Werke von Henrik Wergeland und das Verfassen der ersten Biografie des Dichters.

### Ditmar Meidell (1826–1900)

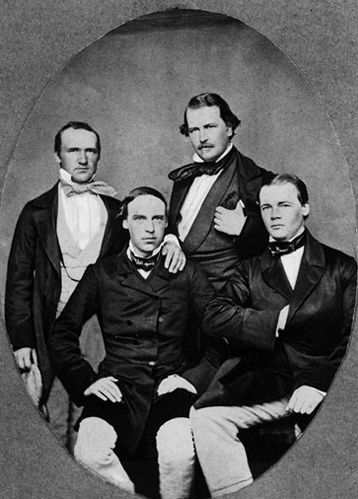
Ditmar Meidell, sitzend Zweiter von links, als Student mit seinen Freunden Carl Salomonsen, Christian Lasson und Ole Richter.

Nach der Einstellung von Aftenbladet gab Meidell die Norsk Maanedsskrift for Litteratur, Kunst og Politik heraus. Ab 1884 war er als Bibliothek in der Deichmanske bibliotek angestellt, und ab 1888 auch in der leseselskapet Athenæum. In diesem Jahr veröffentlichte er unter dem Namen Paa kryds og paa tværs (Kreuz und quer) eine Auswahl seiner Artikel aus Krydseren. Bjørnson bezeichnete Ditmar Meidell als die „feinste und geistreichste Feder der norwegischen Presse.“ Erik Vullum, Redakteur im Dagbladet, sah sein Wirken kritischer: Es sei Meidell nie ganz gelungen, den Standpunkt eines ästhetischen Kritikers zugunsten jenen eines politischen Journalisten aufzugeben.

### Ole Richter (1829–1888)
Ole Richter hatte zunächst in Norwegen das juridische Staatsexamen abgelegt und lernte durch Studiensemester in Großbritannien den englischen Parlamentarismus kennen und schätzen. Nach seiner Zeit bei Aftenbladet machte er Karriere als Jurist und vor allem als Politiker: Parlamentsmitglied, Parlamentspräsident, Minister in der Regierung Sverdrup. Während des politischen Konflikts um die Vertretung Norwegens im Ausland (Konsularstreit) verfeindete er sich mit allen Seiten und beging schließlich als gescheiterter Politiker Selbstmord.

## Ausgaben
- Krydseren. Suche in Nasjonalbiblioteket Stand 8. April 2025 155 frei zugängliche Treffer (Ausgaben 1850 bis 1852).
- Aftenbladet. Suche in Nasjonalbiblioteket Stand 7. April 2025 3.094 frei zugängliche Treffer (Ausgaben 1855 bis 1875).